# Никоненко Ярослава Сергіївна
Яросла́ва Сергі́ївна Никоне́нко (нар. 25 серпня 1983, Миргород, Полтавська область — пом. 15 жовтня 2019, Мар'їнка, Донецька область) — українська військовослужбовиця; старша солдатка Збройних сил України; учасниця російсько-української війни як снайперка 101-ї окремої бригади охорони Генерального штабу ЗСУ. Псевдо — «Гера».
Указом Президента України нагороджена орденом «За мужність» III ступеня (посмертно).

## Життєпис

### Освіта та кар'єра
Народилася 25 серпня 1983 року в місті Миргород на Полтавщині. Її батько — Сергій Никоненко, учасник вторгнення радянських військ до Афганістану. Ярослава навчалася в неповній середній школі № 4, а потім у Миргородській середній школі № 1. Була лідеркою класу, займалася організаційною діяльністю. Любила фізкультуру та брала участь у спортивних змаганнях.
Здобула дві вищі освіти, друга — економічна. Працювала економісткою в одному з ресторанів Києва. 2006 року народила дочку Софію.

### Військова служба
Від початку російсько-української війни разом із батьком та молодшою сестрою Богданою займалася волонтерством. У червні 2014 року її батько та сестра пішли добровольцями у батальйон «Айдар» — Ярославі ж тато забороняв йти на війну, оскільки в неї була восьмирічна дочка. Після того як у січні 2015 року Сергій Никоненко загинув від обстрілу російськими окупантами, Ярослава вирішила піти до війська. 
Готуючись до військової служби, закінчила дві снайперські школи та курси лідерства. 2015 року пройшла 4-місячну підготовку в навчальному центрі «Десна» і до кінця року потрапила у військову розвідку. Проходила службу у Добровольчому українському корпусі «Правий сектор» у районі шахти «Бутівка» та на інших гарячих точках фронту. 2016 року повернулася в Київ.
2018 року вступила на військову службу за контрактом — до Окремого президентського полку; отримала звання старшої солдатки. Згодом перевелася до 101-ї окремої бригади охорони, яка підпорядковується безпосередньо начальнику Генерального штабу ЗСУ. Ярослава хотіла на передову, тому була прикомандирована до 28-ї механізованої бригади ім. Лицарів Зимового походу — і 28 вересня 2019 року вирушила на фронт виконувати бойові завдання на позиціях підрозділу під Мар’їнкою на Донеччині. Окрім командирів, про це знали лише три її подруги.

### Загибель
15 жовтня 2019 року близько 15:30 загинула на бойовому посту поблизу Мар'їнки — від влучання кулі снайпера в голову. На позиції, яку займала Ярослава, загинув не один військовий: відстань між снайперами у цьому місці займала лиш один кілометр, і Ярослава хотіла вичислити супротивника, який стріляв з окупованої території. На цій позиції вони слідкували один за одним цілий тиждень. У свій останній день, перед тим як іти на бойове завдання, Ярослава сказала: «Або я його, або він мене».
Богдана Никоненко, молодша сестра Ярослави, розповідала:
|  | Смерть батька змінила сестру. Аби заспокоїти душу від втрати, їй треба було зігнати свій біль на тих, хто забрав у нас нашу життєву опору. І вже ніщо й ніхто не міг зупинити Ярославу. У неї був внутрішній стрижень, який нікому не під силу було зламати. Нею рухала помста. Це була перша офіційна ротація Ярослави до зони бойових дій. Вона змогла переконати кого треба, що її присутність на тій позиції вкрай важлива. Її відрядили до 28-ї окремої механізованої бригади. Мені командир Ярослави розповідав: вона проявила такий натиск, щоб потрапити на фронт, що він змушений був підписати документи. |

17 жовтня на території військової частини 101-ї окремої бригади охорони ГШ в Києві з Ярославою попрощалися побратими. Наступного дня 18 жовтня на центральній площі Миргорода відбулося загальноміське прощання. Ярославу поховали поруч із батьком, на Алеї Героїв. Цей день у місті оголосили днем жалоби.
Без Ярослави лишилися мама, сестра Богдана та донька Софія.

## Нагороди та вшанування
- Указом Президента України № 804/2019 від 5 листопада 2019 року за «особисту мужність і самовідданість, виявлені під час бойових дій, зразкове виконання військового обов'язку» нагороджена орденом «За мужність» III ступеня (посмертно)[9].
- У вересні 2020 року громадська організація «Жіночий ветеранський рух» за підтримки Українського інституту національної пам'яті випустила документальний фільм «Жінки, які загинули за Україну. Ярослава Никоненко», присвячений героїні[10].
- Окрім того, у вересні 2020 року «Жіночий ветеранський рух» облаштував у львівському парку ім. Богдана Хмельницького Алею пам'яті жінкам, загиблим у російсько-українській війні[11]. Одна з яблунь Недзведського[en] на цій алеї висаджена в памʼять про Ярославу Никоненко.

Алея пам'яті жінкам, загиблим у російсько-українській війні, парк ім. Богдана Хмельницького, Львів
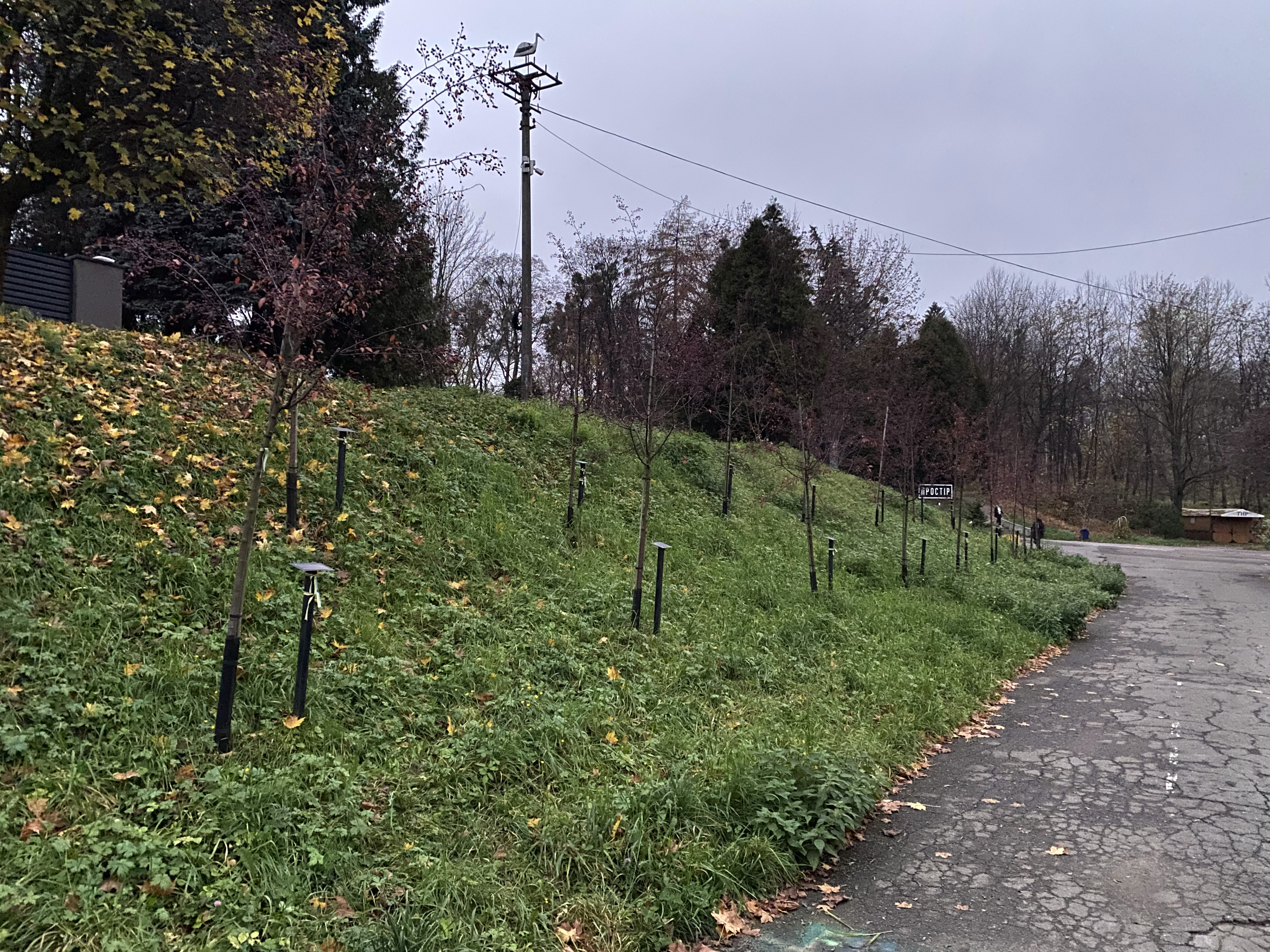
Алея пам'яті жінкам, загиблим у російсько-українській війні
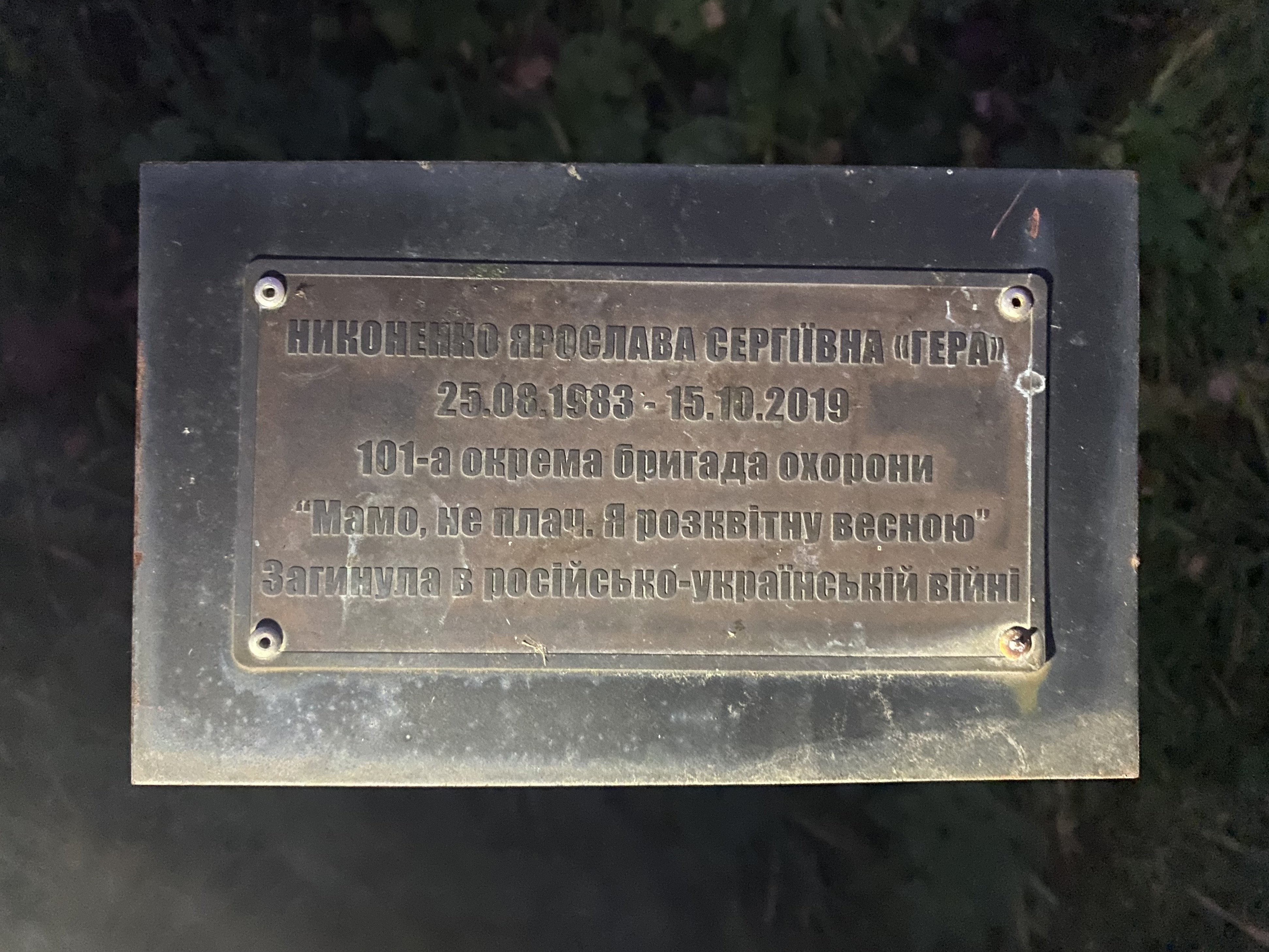
Табличка біля яблуні, висадженої в пам'ять про Ярославу Никоненко